# Équipe d'Italie masculine de basket-ball en fauteuil roulant
Maillots
Actualités
L’équipe d'Italie de handibasket est la sélection qui représente l'Italie dans les compétitions majeures de basket-ball en fauteuil roulant.

## Histoire

### Composition de l'équipe d'Italie (pour les CM 2014)
La sélection italienne 2014 :
| Num. | Nom                          | Handicap | Club                                  |
| ---- | ---------------------------- | -------- | ------------------------------------- |
| 4    | Fabio Raimondi               | 2.0      | GSD Porto Torres                      |
| 5    | Jacopo Geninazzi             | 4.0      | Cimberio Handicap Sport Varese        |
| 6    | Cosimo Caiazzo               | 3.0      | ASD Santo Stefano Banca Marche        |
| 7    | Nicola Damiano               | 1.0      | Unipol Brintea84 Cantù                |
| 8    | Galliano Marchionni          | 4.5      | Gruppo Tercas Amicacci Giulianova     |
| 9    | Francesco Santorelli         | 1.5      | Unipol Brintea84 Cantù                |
| 10   | Damiano Airoldi              | 1.0      | SBS Montello                          |
| 11   | Filippo Carossino            | 3.5      | Lloyd Italico Don Bosco Genova        |
| 12   | Matteo Cavagnini (capitaine) | 4.5      | Santa Lucia Sport Roma                |
| 13   | Stefano Rossetti             | 4.0      | Santa Lucia Sport Roma                |
| 14   | Ahmed Raourahi               | 1.5      | Santa Lucia Sport Roma                |
| 15   | Fabio Bernardis              | 2.5      | AS Polisportiva Nordest Castelvecchio |

- Entraîneur : Dionigi Cappelletti
- Assistants-Entraîneur : Marco Bergna et Roberto Ceriscioli
- Préparateur physique : Fabio Castellucci
- Physio : Scheila Bellito

## Palmarès

### Parcours paralympique

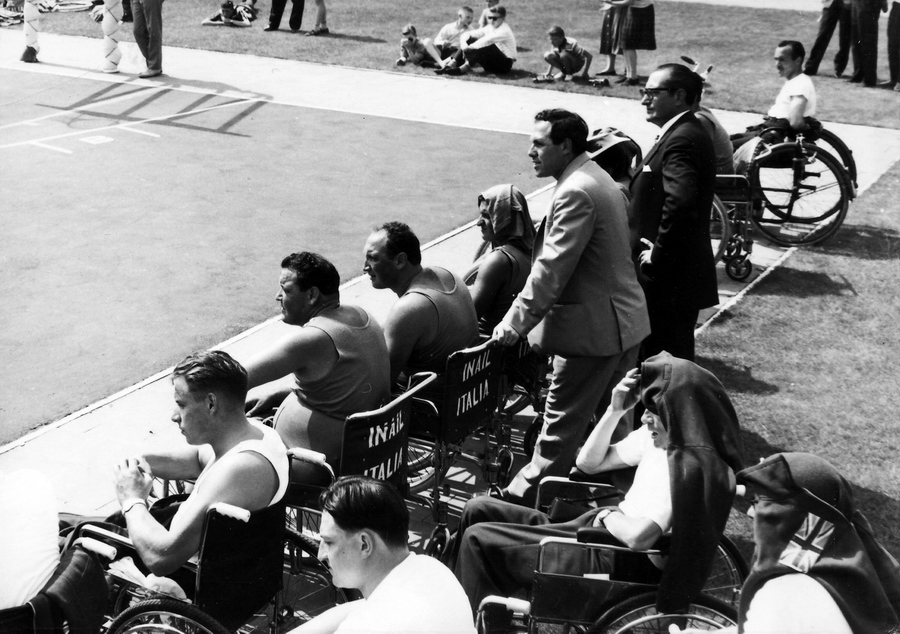
L'équipe d'Italie aux Jeux paralympiques de Rome en 1960.

L'équipe d'Italie a participé à une seule édition des Jeux paralympiques :
- 1992 : Non qualifiée
- 1996 : Non qualifiée
- 2000 : Non qualifiée
- 2004 : 6e place à Athènes
- 2008 : Non qualifiée
- 2012 : Non qualifiée
- 2016 : Non qualifiée
- 2020 : Non qualifiée
- 2024 : Non qualifiée

### Palmarès aux Championnats du Monde

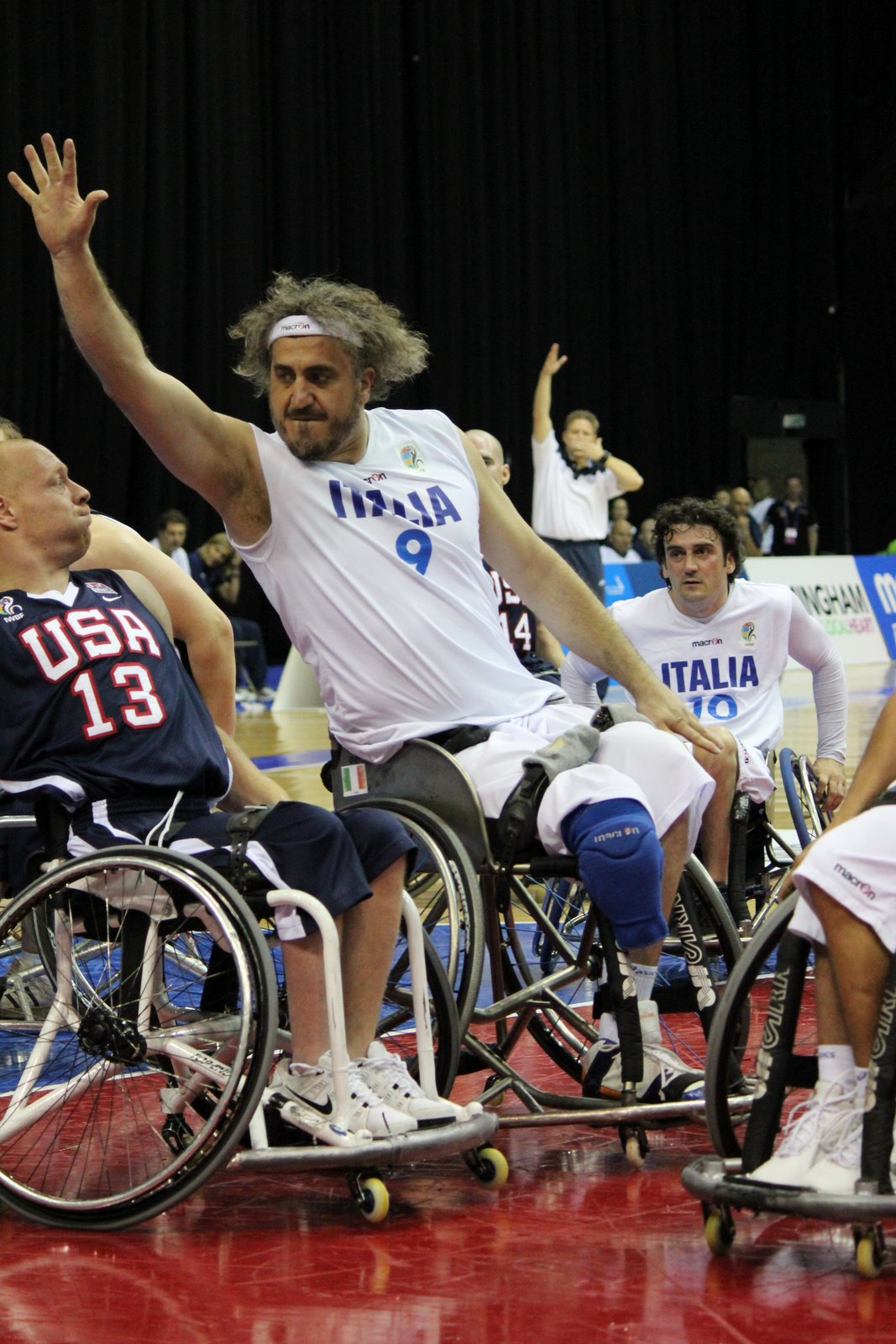
Championnat du Monde 2010

L'équipe d'Italie a participé à deux éditions :
- 1994 : Non qualifiée
- 1998 : Non qualifiée
- 2002 : Non qualifiée
- 2006 : Non qualifiée
- 2010 : 4e place à Birmingham
- 2014 : 5e place à  Incheon[5],[6]
- 2018 : 11e place à  Hambourg
- 2022 : 5e place à  Dubaï

### Palmarès européen
L'Italie compte trois titres acquis durant les années 2000 :
- 1994 :  Vice-championne d'Europe (division B) à  Varsovie
- 2003 :  Championne d'Europe à  Porto Torres / Sassari
- 2005 :  Championne d'Europe à  Paris
- 2009 :  Championne d'Europe à  Adana
- 2013 : 5e place à  Francfort-sur-le-Main
- 2015 : 6e place à  Worcester
- 2017 : 7e place à  Adeje
- 2019 : 5e place à  Wałbrzych
- 2021 : 4e place à  Madrid[7]
- 2023 : 5e place aux Championnats d'Europe à  Rotterdam